# Upplands runinskrifter 224
Upplands runinskrifter 224 är en försvunnen vikingatida runsten som funnits i Klockarstugan, Vallentuna socken och Vallentuna kommun. U 224 var inmurad i Klockarstugans spis men återfanns inte då stugan revs omkring år 1890. Stenens höjd är omkring 1,20 meter och bredden 0,60 meter.

## Inskriften
Translitterering av runraden:
[sikiʀ · in · aʀ · sa · slikum · mirki · uʀ · bru ... · karþi · at · sin · faþu... ... uaþ · an · s...]
Normalisering till runsvenska:
Siggæiʀʀ(?) in aʀ sa slikum mærki uʀ bro ... gærði at sinn faðu[r] ... uaþ an ...
Översättning till nusvenska:
Sigger(?) ... märke ... och bro gjorde åt sin fader ...
Sigger är sammansatt namn Sig-gæiʀʀ, som finns på U 411, står i nominativform [sikiʀ] på U 224, ackusativform si[k]is på U 1104.